# 李琯 (明朝)
李琯（1547年—？），字邦和，號剑江，江西南昌府豐城縣篠塘人，民籍，明朝政治人物。

## 生平
萬曆元年（1573年）癸酉科江西鄉試第五十三名。萬曆五年（1577年）丁丑科進士。授南直隸歙縣知縣。調成安縣，十三年七月擢任廣西道监察御史，劾罢兵部尚书王遴，巡按遼東，出為福建按察司佥事，赴任半月，十四年丁父憂歸。十七年十二月以原官復任福建佥事、分巡福宁道。十九年七月，因弹劾大学士申时行十罪，詞連阁臣王锡爵，以妄议被革职为民，而两月后，時行亦罢相。家居三十年而卒。。

## 家族
曾祖父李世碩；祖父李與同；父親李萬清（1515年-1586年），字维泉，號思竹。母葉氏；繼母夏氏；生母何氏。具慶下。弟李玠、李珙。